# Liste der Kreisstraßen im Landkreis Nürnberger Land
Die Liste der Kreisstraßen im Landkreis Nürnberger Land ist eine Auflistung der Kreisstraßen im bayerischen Landkreis Nürnberger Land mit deren Verlauf. 

## Abkürzungen
- AS: Kreisstraße im Landkreis Amberg-Sulzbach
- BT: Kreisstraße im Landkreis Bayreuth
- ERH: Kreisstraße im Landkreis Erlangen-Höchstadt
- FO: Kreisstraße im Landkreis Forchheim
- LAU: Kreisstraße im Landkreis Nürnberger Land
- N: Kreisstraße in Nürnberg
- NM: Kreisstraße im Landkreis Neumarkt in der Oberpfalz
- RH: Kreisstraße im Landkreis Roth
- St: Staatsstraße in Bayern

## Liste
Nicht vorhandene bzw. nicht nachgewiesene Kreisstraßen werden in Kursivdruck gekennzeichnet, ebenso Straßen und Straßenabschnitte, die unabhängig vom Grund (Herabstufung zu einer Gemeindestraße oder Höherstufung) keine Kreisstraßen mehr sind.
Der Straßenverlauf wird in der Regel von Nord nach Süd und von West nach Ost angegeben.
| Nr. LAU | Verlauf |
| ------- | --- |
| LAU 1A  | (FO 20 im Landkreis Forchheim) – Landkreisgrenze – Wildenfels – Strahlenfels – LAU 2 – Landkreisgrenze – (BT 30 im Landkreis Bayreuth)                                                                                                   |
| LAU 2A  | (BT 30 im Landkreis Bayreuth) – Landkreisgrenze – LAU 1 – LAU 3 – Ittling – Ittlinger Mühle – Oberachtel – Unterachtel – Diepoltsdorf – LAU 12 – St 2241 in Simmelsdorf                                                                  |
| LAU 3A  | St 2241 – Winterstein – Großengsee – LAU 12 – LAU 2 – Ittling – Landkreisgrenze – (BT 29 im Landkreis Bayreuth) |
| LAU 4A  | (BT 28 im Landkreis Bayreuth) – Landkreisgrenze – /St 2404 bei Hormersdorf |
| LAU 5A  | St 2404 – Engelthal – LAU 7 – Hallershof – Schrotsdorf – Offenhausen – Kucha – LAU 6 – Püscheldorf – LAU 23 in Oberrieden |
| LAU 6A  | St 2240 – Weißenbrunn – LAU 24 – Klingenhof – Ittelshofen – LAU 5 in Püscheldorf |
| LAU 7A  | St 2240 in Lauf an der Pegnitz – Schönberg – LAU 19 – Weigenhofen – Reuth – St 2404 – Gersberg – Peuerling – Engelthal – LAU 5 – Kruppach – Deckersberg – Ellenbach – St 2236 in Happurg                                                 |
| LAU 8A  | (ERH 12 im Landkreis Erlangen-Höchstadt) – Landkreisgrenze – Bullach – LAU 16 – Simonshofen – Ziegelhütte – Kuhnhof – Lauf an der Pegnitz – St 2241 – /                                                                                  |
| LAU 9A  | St 2241 in Schnaittach – Rabenshof – Kersbach – Rollhofen – St 2236 – St 2241 in Wolfshöhe |
| LAU 10A | St 2241 – Hedersdorf – Osternohe – Dietershofen – St 2404 |
| LAU 11A | St 2404 in Hormersdorf – Menschhof – Wallsdorf – Raitenberg – St 2162 in Rupprechtstegen |
| LAU 12A | LAU 3 in Großengsee – Obernaifermühle – Mittelnaifermühle – Unternaifermühle – Utzmannsbach – LAU 2 in Diepoltsdorf |
| LAU 13A | (N 5 in Nürnberg-Fischbach) – Landkreisgrenze – ohne Ort, ohne Abzweig einer klassifizierten Straße – Landkreisgrenze – (N 5 in Nürnberg-Birnthon) – Landkreisgrenze – LAU 23 in Ludersheim                                              |
| LAU 14A | in Behringersdorf – Günthersbühl – LAU 16 – St 2240 in Rudolfshof |
| LAU 15A | in Behringersdorf – Schwaig bei Nürnberg – St 2241 – Röthenbachtal – St 2240 in Diepersdorf |
| LAU 15A | in Behringersdorf – St 2241 in Schwaig bei Nürnberg |
| LAU 16A | LAU 14 in Günthersbühl – Hub – Neunhof – St 2240 – LAU 8 in Simonshofen |
| LAU 17A | St 2162 in Neuhaus an der Pegnitz – Krottensee – LAU 18 – Landkreisgrenze – (AS 41 im Landkreis Amberg-Sulzbach) |
| LAU 18A | St 2162 – LAU 17 in Krottensee |
| LAU 19A | St 2241 Röthenbach an der Pegnitz – St 2240 bei Himmelgarten – Schönberg LAU 7 |
| LAU 20A | St 2241 in Neunkirchen am Sand – St 2236 in Speikern |
| LAU 21A | (ERH 9 im Landkreis Erlangen-Höchstadt) – Landkreisgrenze – St 2240 |
| LAU 22A | St 2239 – Grünsberg – Burgthann – St 2401 – LAU 34 – |
| LAU 23A | St 2239 in Penzenhofen – Winkelhaid – Ludersheim – LAU 13 – St 2240 – Altdorf bei Nürnberg – LAU 24 – Unterrieden – Oberrieden – LAU 5 – Eismannsberg – Wappeltshofen – Landkreisgrenze – (NM 30 im Landkreis Neumarkt in der Oberpfalz) |
| LAU 24A | LAU 6 – Hegnenberg – LAU 23 |
| LAU 25A | St 2236 am Happurger See – Kainsbach – Schupf – LAU 26 – Landkreisgrenze – (NM 10 im Landkreis Neumarkt in der Oberpfalz) |
| LAU 26A | LAU 25 – Waller – Lieritzhofen – Röthenfeld – Alfeld – St 2236 – Landkreisgrenze – (AS 36 im Landkreis Amberg-Sulzbach) |
| LAU 27A | in Hartmannshof – Waizenfeld – LAU 28 – Heldmannsberg – St 2236 in Thalheim |
| LAU 28A | LAU 27 in Heldmannsberg – Wüllersdorf – Landkreisgrenze – (AS 3 im Landkreis Amberg-Sulzbach) |
| LAU 29A | St 2401 in Rasch – St 2240 in Schleifmühle |
| LAU 30A | St 2404 in Altensittenbach – Hersbruck – Hohenstadt an der Pegnitz – Eschenbach – Fischbrunn – Landkreisgrenze – (AS 6 im Landkreis Amberg-Sulzbach)                                                                                     |
| LAU 31A | – Unterferrieden – Landkreisgrenze – (NM 42 im Landkreis Neumarkt in der Oberpfalz) |
| LAU 32A | – Ottensoos |
| LAU 33A | St 2163 – Pfaffenhofen – St 2162 in Velden |
| LAU 34A | in Ochenbruck – Mimberg – LAU 22 in Burgthann |

## Weblink
OpenStreetMap: Nürnberger Land – Landkreis Nürnberger Land im OpenStreetMap-Wiki